# 青盛常太郎
青盛 常太郎（あおもり つねたろう、1864年3月27日〈元治元年2月20日〉 - 没年不明）は、日本の商人、銀行家、広島県多額納税者、家主。呉銀行取締役。族籍は広島県平民。

## 経歴
広島県呉市出身。青盛喜一郎の弟。高等小学校を出て、若いときはタバコの行商をしたり、商売をしていた。また借家を建て、借家の収入で生活をした。分家して一家を創立する。

## 人物
貴族院多額納税者議員選挙の互選資格を有する。
趣味は建築。住所は呉市元町。本籍は呉市和庄町。

## 家族・親族
青盛家
- 妻・トメ（1871年 - 1929年、広島、乗末政之助の二女）[6] - 広島県安芸郡中野村（現・広島市安芸区）出身[7]。生家は造り酒屋で、父の乗末政之助は浄土真宗の信仰に厚い人だった[7]。18歳ぐらいの時に青盛常太郎に嫁ぐ[7]。1929年9月に59歳で亡くなる[7]。
- 長男[5]
- 二男・和雄[5]（1908年 - ?、統計学者、広島経済大学名誉教授）[9] - 住所は広島市中区白島九軒町[9]。
- 長女[6]
- 二女・良子（1898年 - ?、広島、医師・神田一郎の母）[8]
- 三女[5]
- 孫[9]

親戚
- 青盛喜一郎[6]（石油和洋紙卸商、広島県多額納税者、地主・家主）
- 野村直邦（海軍大将）